# Bornheim, Alzey-Worms
Bornheim là một đô thị thuộc huyện Alzey-Worms, bang Rheinland-Pfalz, nước Đức. Đô thị Bornheim, Alzey-Worms có diện tích 4,45 km².